# Birgitta Högsell
Tora Anna Birgitta Högsell, född 6 juli 1928 i Madesjö församling i Kalmar län, död 28 augusti 2018 i Ängelholm, var en svensk målare.
Hon var dotter till trädgårdsarkitekten Jarl Högsell och Anna Sjöberg. Hon studerade vid Skånska målarskolan 1946-1948 och 1949-1950 och vid Otte Skölds målarskola 1948-1949 samt för André Lhote i Paris 1950-1951, 1953 och 1955 samt vid Académie Royale des Beaux-Arts i Bryssel 1952-1953 samt genom självstudier under resor till Spanien och Belgien. Separat ställde hon ut i bland annat Båstad och Örkelljunga. Som illustratör illustrerade hon bland annat Gunnar Sundmans Vi se på Egypten solskenets land. Hennes konst består av stilleben, figurstudier och landskap utförda i olja, akvarell eller pastell.